# 大池 (岡山県)
大池（おおいけ）は岡山県玉野市宇野にあるため池である。玉野市は乾燥して降水量が少ない地域であるため、大池のほかにもたくさんのため池が存在する。同市の山田地区、八浜地区、倉敷市児島上の町にも同名の池が存在する。また大池と聞くと玉野市で一番大きな池と想像する人も多いと思うが、実際面積は天王池、志池などのほうが大きい

## 周辺
- 湖畔の宿 玉仙 (旅館)
- 玉野ゴルフ倶楽部